# Špiler
Špiler je priimek v Sloveniji in tujini. Po podatkih Statističnega urada Republike Slovenije je na dan 1. januarja 2011 v Slovenjiji uporabljalo ta priimek 247 oseb.  

## Znani slovenski nosilci priimka
- Ado Špiler (1921—1972), zdravnik ftiziolog
- Barbara Špiler (*1992), atletinja
- David Špiler (*1983), rokometaš
- Erik Špiler (1916—2002), veterinar
- Jure Špiler (*1992), nogometaš
- Mija Špiler, gledališka producentka
- Mina Špiler (*1981), pevka, vokalistka
- Franc Špiler (Spiller-) Muys (1922—2004), elektrotehnik

## Znani tuji nosilci priimka
- Miroslav Špiler (1906—1982), hrvaški skladatelj